# Eugeniusz Kasjanowicz
Eugeniusz Kasjanowicz (ur. 10 czerwca 1954 w Siemiatyczach) – polski poeta.
Absolwent pedagogiki w Wyższej Szkole Rolniczo-Pedagogicznej w Siedlcach. Laureat Nagrody Poetyckiej im. Kazimiery Iłłakowiczówy 1992 za najlepszy poetycki debiut roku za tom Itako - to ja. Laureat „Wawrzyna Siedleckiego” w 2010 za całokształt pracy twórczej. Publikował m.in.w Magazynie Literackim, Podglądzie, Pracowni i Sycynie. Członek Stowarzyszenia Pisarzy Polskich. Mieszka w Siedlcach.

## Książki
- Wiersze (Centrum Kultury i Sztuki Województwa Siedleckiego, Siedlce 1984)
- Itako - to ja (Centrum Kultury i Sztuki Województwa Siedleckiego, Siedlce 1991)
- Do ciebie (Związek Literatów Polskich, Poznań 1992)
- Aleksandria (Fundacja Kultury Podlaskiej, Siedlce 1993)
- Aleksandria II (Wydawnictwo Miniatura, Kraków 1996)
- It's me!: selected poems (Minerva Press, London 1996)
- Polonez Siedlecki. Siedlce's Polonaise (Miejski Ośrodek Kultury, Siedlecka Grupa Literacka Witraż, Siedlce 1997)
- Osobne źródło (Centrum Kultury i Sztuki, Siedlce 1999)
- Każdy kamień, Every Stone (Centrum Doskonalenia Kadr Lexus, Siedlce 2002)
- Listy do Emily Dickinson (Wydawnictwo Lubelskie, Lublin 2003)
- Poezje wybrane (Ludowa Spółdzielnia Wydawnicza, Warszawa 2008)
- Dotyk (Oficyna Wydawnicza Agawa, Warszawa 2013)

- Kim będę? (Miejska Biblioteka Publiczna, Siedlce 2016)